# Nightcap
Nightcap: The Unreleased Masters 1973–1991 (с англ. — «Стаканчик на ночь: неизданные оригиналы 1973—1991») — двойной CD-сборник редких и ранее не издававшихся композиций британской рок-группы Jethro Tull, выпущенный 22 ноября 1993 года.

## Об альбоме
На первом диске содержится материал, записанный в августе 1972 года в студии «Шато д’Эрувиль» (Эрувиль, Франция) в процессе работы над шестым студийным альбомом Jethro Tull A Passion Play (1973). На втором диске представлены редкие студийные записи 1974—1991 годов.
Доходы от продаж сборника, выпущенного ограниченным тиражом, были перечислены на благотворительные цели.

## Список композиций
Слова и музыка всех песен — Иэн Андерсон.
| №                   | Название                    | Длительность |
| ------------------- | --------------------------- | ------------ |
| 1.                  | «First Post»                | 1:54         |
| 2.                  | «Animelée»                  | 1:41         |
| 3.                  | «Tiger Toon»                | 1:36         |
| 4.                  | «Look at the Animals»       | 5:09         |
| 5.                  | «Law of the Bungle»         | 2:32         |
| 6.                  | «Law of the Bungle Part II» | 5:26         |
| 7.                  | «Left Right»                | 5:01         |
| 8.                  | «Solitaire»                 | 1:25         |
| 9.                  | «Critique Oblique»          | 9:03         |
| 10.                 | «Post Last»                 | 5:35         |
| 11.                 | «Scenario»                  | 3:26         |
| 12.                 | «Audition»                  | 2:34         |
| 13.                 | «No Rehearsal»              | 5:12         |
| Общая длительность: | Общая длительность:         | 50:34        |

| №                   | Название                          | Длительность |
| ------------------- | --------------------------------- | ------------ |
| 1.                  | «Paradise Steakhouse»             | 4:01         |
| 2.                  | «Sealion II»                      | 3:21         |
| 3.                  | «Piece of Cake»                   | 3:40         |
| 4.                  | «Quartet»                         | 2:45         |
| 5.                  | «Silver River Turning»            | 4:52         |
| 6.                  | «Crew Nights»                     | 4:33         |
| 7.                  | «The Curse»                       | 3:39         |
| 8.                  | «Rosa on the Factory Floor»       | 4:38         |
| 9.                  | «A Small Cigar»                   | 3:39         |
| 10.                 | «Man of Principle»                | 3:57         |
| 11.                 | «Commons Brawl»                   | 3:24         |
| 12.                 | «No Step»                         | 3:38         |
| 13.                 | «Drive on the Young Side of Life» | 4:13         |
| 14.                 | «I Don’t Want to Be Me»           | 3:29         |
| 15.                 | «Broadford Bazaar»                | 3:38         |
| 16.                 | «Lights Out»                      | 5:16         |
| 17.                 | «Truck Stop Runner»               | 3:47         |
| 18.                 | «Hard Liner»                      | 3:47         |
| Общая длительность: | Общая длительность:               | 70:17        |

## Участники записи
CD1
- Все треки записаны в августе 1972 года в студии «Шато д’Эрувиль» (Эрувиль, Франция).
  - Иэн Андерсон — флейта, балалайка, мандолина, хаммонд-орган, акустическая гитара, вокал (1—13)
  - Мартин Барр — электрогитара, речь (1—13)
  - Джон Ивенс[англ.] — челеста, мини-муг, фортепиано (1—13)
  - Джеффри Хаммонд-Хаммонд[англ.] — бас, бэк-вокал (1—13)
  - Бэрримор Барлоу[англ.] — барабаны, перкуссия (1—13)

CD2
- Треки 1, 2, 4 записаны в 1974 году в Morgan Studios (Фулем, Лондон).
  - Иэн Андерсон — флейта, губная гармоника, «клагхорн», фортепиано, вокал, гармоника, мандолина (1—18)
  - Мартин Барр — электрогитара, маримба
  - Бэрримор Барлоу — барабаны, перкуссия
  - Джон Ивенс — мини-муг, фортепиано
  - Джеффри Хаммонд-Хаммонд — бас, вокал в «Sealion II»
  - Дэвид Палмер — клавишные, дирижирование (4)
- Трек 9 записан в 1975 году в Maison Rouge Mobile Studio
  - Дэвид Палмер — клавишные, дирижирование
- Трек 15 записан в 1978 году в Maison Rouge Mobile Studio (Фулем, Лондон)
- Треки 6, 7, 11—13, 16 записаны 1981 году в Maison Rouge Mobile Studio (Фулем, Лондон)
  - Мартин Барр — электрогитара, маримба (1—8, 10—14, 16—18)
  - Дэйв Пегг — бас, мандолины, вокал (3, 5—8, 10—14, 16, 18)
  - Джерри Конуэй[англ.] — барабаны, перкуссия (6—7, 10—13, 16)
  - Питер-Джон Веттезе[англ.] — фортепиано, синтезатор (6, 13)
- Трек 10 записан в 1988 году в домашней студии Иэна Андерсона
  - Мартин Барр — электрогитара, маримба (1—8, 10—14, 16—18)
  - Джерри Конуэй — барабаны, перкуссия (6—7, 10—13, 16)
- Трек 18 записан в 1989 году в домашней студии Иэна Андерсона
  - Мартин Барр — электрогитара, маримба (1—8, 10—14, 16—18)
- Треки 3, 5, 8, 14 записаны 1990 году в домашней студии Иэна Андерсона
  - Дэйв Пегг — бас, мандолины, вокал (3, 5—8, 10—14, 16, 18)
  - Мартин Барр — электрогитара, маримба (1—8, 10—14, 16—18)
  - Доун Перри[англ.] — барабаны (3, 5, 8, 14)
  - Джон Бандрик[англ.] — фортепиано, хаммонд-орган (3, 5, 8)
- Трек 17 записан в 1991 году в домашней студии Иэна Андерсона и Woodworm Studios[англ.]
  - Мартин Барр — электрогитара, маримба (1—8, 10—14, 16—18)
  - Мэттью Пегг — бас (17)
  - Скотт Хантер[3] — барабаны (17)